# Никола Андреев (гостиварски войвода)
Вижте пояснителната страница за други личности с името Никола Андреев.
Никола Панов (Пенов) Андреев, известен като Гостиварчето и Арнаутчето, е български военен деец и революционер, деец на Вътрешната македоно-одринска революционна организация.

## Биография
Роден е през 1881 или 1882 година в гостиварското село Горно Йеловце, тогава в Османската империя. Войвода е на чета на ВМОРО в Гостиварско през 1905 година. В четата му влизат Филип Лулковски от Вруток, Гостиварско, Тодор Даскал от Йелошник, Тетовско, Спиро Тръпчев Петковски от Тетово, Коста Търпев от Брезно, Тетовско, Тодор Спиров от Вълковия, Тетовско и други.
| Чета на Никола Андреев, 17 юли 1905 година | Чета на Никола Андреев, 17 юли 1905 година | Чета на Никола Андреев, 17 юли 1905 година | Чета на Никола Андреев, 17 юли 1905 година | Чета на Никола Андреев, 17 юли 1905 година |
| Номер                                      | Име                                        | Селище                                     | Околия                                     | Забележка                                  |
| ------------------------------------------ | ------------------------------------------ | ------------------------------------------ | ------------------------------------------ | ------------------------------------------ |
| 1.                                         | Никола Панов                               | Гор. Еловце                                | Гостиварска                                |                                            |
| 2.                                         | Дончо Тодоров                              | Стара Загора                               |                                            |                                            |
| 3.                                         | Данаил Георгиев                            | Белица                                     | Кичевска                                   |                                            |
| 4.                                         | Васил Костов                               | Скобелево                                  | Чирпанска                                  |                                            |
| 5.                                         | Петър Стефанов                             | Вранче                                     | Прилепска                                  |                                            |
| 6.                                         | Филип Примов                               | Вруток                                     | Гостиварска                                | отстранен                                  |
| 7.                                         | Тодор Спиров                               | Вълковие                                   | Гостиварска                                | отстранен                                  |
| 8.                                         | Щерю Стоянов                               | Река Требище                               | Дебърска                                   |                                            |
| 9.                                         | Миладин Спирков                            | Томино                                     | Поречка                                    |                                            |
| 10.                                        | Атанас Димитров                            | Лозенград                                  | Одринска                                   |                                            |
| 11.                                        | Александър Петров                          | Сотир                                      | Пловдивска                                 |                                            |
| 12.                                        | Димитър Христов                            | Дупница                                    | Кюстендилска                               |                                            |
| 13.                                        | Коста Търпев                               | Брезно                                     | Тетовска                                   |                                            |
| 14.                                        | Павел Атанасов                             | Ратево                                     | Малешевско                                 |                                            |
| 15.                                        | Христо Атанасов                            | Пловдив                                    |                                            |                                            |
| 16.                                        | Мито Георгиев                              | Кучетино                                   | Кочанска                                   |                                            |
| 17.                                        | Петър Байков                               | Любанци                                    | Скопска                                    |                                            |
| 18.                                        | Никола Цветков                             | Любанци                                    | Скопска                                    |                                            |
| 19.                                        | Бойче Иванов                               | Глухово                                    | Скопска                                    |                                            |

На 28 август 1905 година четата на Никола Панов заминава за големия събор в Лешочкия манастир на Света Богородица. Минава през Дервента и отсяда при учителя Коце Янчевски в Раотинце. Тука ги чака учителят от Йелошник Тодор Томев. През нощта срещу 28 август Томев повежда четата към Лешок през Слатинското поле. В местността Калиново са забелязани от албанците Паязид и Якуп, с които четата влиза в престрелка, като Якуп загива, а Паязид е тежко ранен. Четата се връща назад и се укрива в Жеден. Жителите на Слатина разпитват ранения Паязид и заедно със 7000 души башибозук от другите околни албански села обсаждат Лешочкия манастир. Тетовският каймакамин предупреждава водачите им Мехмед паша от Ратае, Алим бег Дерала, Адем ага Тресия и Абдул Меджит да не влизат в манастира. Игуменът Йеротей Лешочки успява да убеди албанците да не правят нищо на около 3000-те гости на събора. Албанците пет дни обсаждат манастира и не позволяват на никого да напусне до идването на 2000 редовна войска и 200 конници, начело с Алай бег Гали. След претърсването на манастира, редовната войска разпръсва албанския башибозук. Според Атанас Попончев властите арестуват 14 души – тримата братя Атанас, Ясре и Спиро, синове на поп Онче от Лалошови, Гюрчин Деспотов от Гюрчеви, Столе Кочов от Цинцарови, Йосиф Аврамов от Кашамеви, Стоян Иванов от рода Иванови или Костадинови, Търпо Ковачев от Варвара, Симче от Кубурови, братята Трипун и поп Търпе Мойсоски от Брезно, Мойсо от Непрощено, Сане Ристов-Гуле от Тетово и Стоян от Вратница.
При избухването на Балканската война в 1912 година Андреев е войвода на Скечанската партизанска чета на Македоно-одринското опълчение.
| Скечанска чета на МОО с командир Никола Андреев | Скечанска чета на МОО с командир Никола Андреев | Скечанска чета на МОО с командир Никола Андреев | Скечанска чета на МОО с командир Никола Андреев | Скечанска чета на МОО с командир Никола Андреев | Скечанска чета на МОО с командир Никола Андреев |
| Номер                                           | Име                                             | Години                                          | Околия                                          | Селище                                          | Бележки                                         |
| ----------------------------------------------- | ----------------------------------------------- | ----------------------------------------------- | ----------------------------------------------- | ----------------------------------------------- | ----------------------------------------------- |
|                                                 | Андрея Иванов                                   | 32 (22)                                         | Ахъчелебийско                                   | Арда                                            |                                                 |
|                                                 | Васил Хр. Зиков                                 | 20                                              | Скечанско                                       | Скеча                                           |                                                 |
|                                                 | Георги Апостолов                                | 24                                              | Одринско                                        | Одрин                                           | орден „За храброст“                             |
|                                                 | Георги Василев                                  | 35                                              | Скечанско                                       | Балустра                                        |                                                 |
|                                                 | Георги Стефанов                                 | 21                                              | Бургаско                                        | Бургас                                          |                                                 |
|                                                 | Деко М. Абаджиев                                |                                                 | Старозагорско                                   | Стара Загора                                    |                                                 |
|                                                 | Иван Арапов                                     | 30                                              | Станимашко                                      | Арапово                                         |                                                 |
|                                                 | Иван Николов                                    | 30                                              | Станимашко                                      | Арапово                                         |                                                 |
|                                                 | Илия Н. Гайдаров                                | 28                                              | Ахъчелебийско                                   | Стамболово                                      | убит на 8 юли 1913 г.                           |
|                                                 | Любен Семерджиев                                | 19 (20)                                         | Пловдивско                                      | Пловдив                                         |                                                 |
|                                                 | Марко Мулатеров                                 | 18                                              | Ахъчелебийско                                   | Пещера                                          |                                                 |
|                                                 | Нато Станев                                     | 19                                              | Панагюрско                                      | Поибрене                                        |                                                 |
|                                                 | Никола В. Бъчваров                              | 21                                              | Котленско                                       | Медвен                                          |                                                 |
|                                                 | Петко Георгиев                                  | 22                                              | Пловдивско                                      | Пловдив                                         |                                                 |
|                                                 | Петър С. Бояджиев                               | 24                                              | Пашмаклийско                                    | Чокманово                                       |                                                 |
|                                                 | Петър Ив. Лазаров                               | 28 (32)                                         |                                                 | Перущица                                        |                                                 |
|                                                 | Слави Атанасов                                  | 43                                              | Одринско                                        | Одрин                                           |                                                 |
|                                                 | Тодор Г. Бечев                                  | 20                                              | Казанлъшко                                      | Голямо село                                     | орден „За храброст“ IV степен                   |
|                                                 | Тодор Бурдев                                    | 22 (23)                                         | Ахъчелебийско                                   | Райково                                         |                                                 |
|                                                 | Кочо Анданов                                    | 18                                              | Чорленско                                       | Чорлу                                           |                                                 |
|                                                 | Филип Атанасов                                  | 27 (29)                                         | Карловско                                       | Карлово                                         |                                                 |
|                                                 | Щерьо Димитров                                  | 20                                              | Костурско                                       | Либешево                                        |                                                 |

По-късно служи във 2 рота на 2 скопска дружина. През Междусъюзническата война е в Сборната партизанска рота. Носител е на кръст „За храброст“ IV степен.
Участва в Първата световна война като младши подофицер във Втори македонски полк. Награден е с орден „За храброст“, III степен. Загива на 7 март 1917 г.